# Belmont (Gers)
Belmont é uma comuna francesa na região administrativa de Occitânia, no departamento de Gers. Estende-se por uma área de 15,1 km². Em 2010 a comuna tinha 154 habitantes (densidade: 10,2 hab./km²).